# Przebacz i zapomnij
Przebacz i zapomnij (ang. Forgive and Forget) – brytyjska komedia obyczajowa z 2000 roku w reżyserii Aisling Walsh. Zdjęcia kręcono w Londynie.
Światowa premiera filmu odbyła się 3 stycznia 2000 roku na antenie brytyjskiej telewizji. Następnie obraz z powodzeniem trafił do obiegu festiwalowego. 12 czerwca 2000 roku zaprezentowano go podczas San Francisco International Lesbian and Gay Film Festival.

## Opis fabuły
David i Theo przyjaźnią się od nastu lat. Gdy drugi z mężczyzn decyduje się zamieszkać ze swoją długoletnią partnerką Hannah, jego kolega popada w szał zazdrości. David opracowuje toksyczny plan rozbicia związku Theo, który opierać ma się na wyszukaniu wad Hannah i ich skutecznym wyeksponowaniu. Gdy już para się rozchodzi, przed Davidem pojawia się najtrudniejsze zadanie: musi on zmierzyć się ze swoim skrywanym homoseksualizmem i uczuciami do przyjaciela.

## Obsada
- John Simm – Theo
- Steve John Shepherd – David O'Neil
- Laura Fraser – Hannah
- Maurice Roëves – Michael O'Neil
- Ger Ryan – Ruth O'Neil
- Meera Syal – Judith Adams
- Stephen Graham – John
- Roger Griffiths – Carlton
- Huggy Leaver – Paul
- Charles De’Ath – Alex
- Isabella Marsh – Gabby
- Jonathan Slinger – Carl[3]